# Assemblée générale de l'Union astronomique internationale de 1973
15e assemblée générale de l'Union astronomique internationale
La 15e assemblée générale de l'Union astronomique internationale s'est tenue en août 1973 à Sydney, en Australie.